# Satam al-Suqami

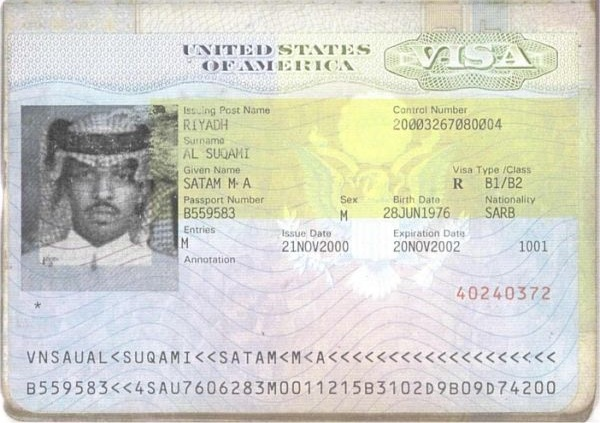
Visa Satam al-Suqami znaleziona pobliżu miejsca katastrofy lotu 11

Satam al-Suqami (arab. ‏سطام السقامي‎; ur. 28 czerwca 1976 w Rijadzie, zm. 11 września 2001 w Nowym Jorku) – saudyjski terrorysta, zamachowiec samobójca, jeden z pięciu porywaczy samolotu linii American Airlines (lot 11), który jako pierwszy rozbił się o jedną z wież World Trade Center (wieżę północną), w czasie zamachów z 11 września 2001 roku.